# Semi-deserto dell'Alashan
Il semi-deserto dell'Alashan è un'ecoregione dell'ecozona paleartica, definita dal WWF (codice ecoregione: PA1302), che comprende la regione compresa tra l'altopiano del Tibet e il deserto del Gobi.

## Territorio
L'altopiano dell'Alashan è una regione di montagne non troppo elevate separate da bacini intermontani. I crinali dei monti raggiungono altitudini comprese tra i 2000 e i 2500 m, mentre i bacini tendono ad avere un'altitudine di 1000–1500 m. L'intera regione è cinta dagli Helan Shan ad est e dai Qilian Shan e dalla parte nord-orientale dell'altopiano del Tibet a sud-ovest. Verso nord, l'altopiano si estende nel sud della Mongolia, dove costituisce una vasta porzione del freddo ed arido deserto del Gobi. Confina a nord con i monti Altai, che separano il deserto dagli ecosistemi di prateria e foresta che cedono pian piano il passo alla taiga siberiana. Dal momento che la regione è cinta su ogni lato da montagne e si trova a grande distanza dal mare, è caratterizzata da condizioni di forte aridità. Tuttavia, lungo il versante meridionale dei Qilian Shan si trovano numerose oasi, alimentate dallo scioglimento delle nevi sui monti.
Il margine meridionale dell'altopiano giace ai piedi dei Qilian Shan. I torrenti che scendono giù dalle montagne penetrano sottoterra quando raggiungono i suoli alluvionali non consolidati ai piedi delle montagne, per poi riemergere di nuovo vicino al fondovalle in una «collana» verdeggiante di oasi del deserto.
Il clima dell'altopiano dell'Alashan è caratterizzato da condizioni di forte continentalità, con grandi escursioni stagionali e giornaliere. Le precipitazioni superano raramente i 150 mm annui, e variano molto sia nel tempo che nello spazio. Nelle zone più aride del deserto del Gobi, nella Mongolia meridionale, la pioggia può non cadere per molti anni, o nel corso di una sola estate può cadere abbastanza pioggia da consentire la proliferazione della vegetazione e colmare con acqua dolce centinaia di pozze effimere.

## Flora
Le zone più aride dell'altopiano dell'Alashan sono costituite da dune mobili a sud e da uno spoglio paesaggio roccioso a nord. Per esempio, più dell'80% del deserto di Badain Jaran, situato nella parte orientale dell'altopiano dell'Alashan ed esteso su una superficie di 33.000 km², è costituito da sabbie mobili che formano dune alte anche 200–300 m. Le zone aride caratterizzate da un clima più stabile consentono lo sviluppo di comunità di due specie di arbusti xerofili e alofili, il saxaul (Haloxylon ammodendron) e la Reaumuria soongarica. Non appena le dune di sabbia sono state stabilizzate da una sufficiente copertura di arbusti come questi, smettono di muoversi e può avere inizio lo sviluppo del suolo, processo molto lento, che consentirà ad una varietà maggiore di piante di colonizzare il luogo. Altri luoghi leggermente meno aridi consentono la crescita di comunità di arbusti semi-desertici come varie specie di artemisia (Artemisia salsoloides, A. ordosica), Zygophyllum xanthoxylum e Calligonum mongolicum.
Sono pochi i fiumi, come il Dong He e lo Xi He, che attraversano l'altopiano dell'Alashan, mentre le pianure dell'ansa dello Huang He (Fiume Giallo) sono situate nei pressi del suo margine orientale. Lungo i fiumi la vegetazione tipica è costituita da foreste riparie dominate da pioppi (Populus euphratica) dove l'acqua è dolce e da tamerici (Tamarix spp.) dove l'acqua è salmastra. Nelle depressioni della parte occidentale dell'ecoregione si trovano prati e canneti inondati di Phragmites australis.

## Fauna
L'area rigorosamente protetta del Grande Gobi, situata nel sud della Mongolia, protette gran parte del settore settentrionale dell'altopiano dell'Alashan. In quest'area protetta sono state censite più di 410 specie di piante, 49 di mammiferi, 15 di rettili e anfibi e più di 150 di uccelli.
Un solo mammifero è endemico di questa ecoregione, il gerbillo di Przewalski (Brachiones przewalskii).
Secondo il Ministero della Natura e dell'Ambiente della Mongolia, «la vasta riserva del Gobi dell'Altai meridionale ospita la flora e la fauna tipiche dei deserti dell'Asia centrale. Specie proprie della steppa desertica si trovano principalmente nelle zone più elevate, mentre sulle pendici delle montagne si trovano foreste di saxaul. Spostandosi verso sud, il clima diviene particolarmente arido e il rilievo si attenua. Le regioni meridionali della riserva sono caratterizzate da una zona di deserto pietroso particolarmente arido dove le piante superiori sono quasi completamente assenti, tranne che nelle pozze temporanee e nelle depressioni». Questa riserva ospita una delle due popolazioni rimaste di cammelli della Battriana selvatici (Camelus ferus). È stato stimato che nella riserva ne vivano circa 300 esemplari. L'altra popolazione vive nel deserto del Taklamakan. L'asino selvatico asiatico (Equus hemionus) è comune nella riserva. Circa 30 orsi del Gobi, una particolare sottospecie di orso bruno (Ursus arctos), sopravvivono nelle montagne. Qui è presente anche la gazzella gozzuta (Gazella subgutturosa). Tra i rettili presenti in questa ecoregione endemici dell'Asia centrale vi sono il geco del Gobi (Tenuidactylus elongatus) e il boa delle sabbie della Tartaria (Eryx tataricus).
Nelle aree montuose della parte settentrionale di questa ecoregione vivono i tre più grandi predatori dell'Asia centrale: il leopardo delle nevi (Panthera uncia), l'orso bruno (Ursus arctos) e il lupo (Canis lupus). Qui vivono anche lo stambecco siberiano (Capra sibirica) e l'argali (Ovis ammon).
In Cina, la riserva naturale di Anxi Bebi Caoyuan (3400 km²) è situata nella parte sud-occidentale dell'altopiano dell'Alashan. Qui le praterie sono alimentate dalle sorgenti che sgorgano dai piedi dei Qilian Shan occidentali. Nonostante gli ungulati selvatici ivi presenti siano stati decimati dai cacciatori, sarebbe possibile la reintroduzione della saiga (Saiga tatarica) e forse di altre specie. Sarebbe possibile anche aumentare l'estensione protetta di prateria desertica: ciò darebbe un grande contributo alla conservazione della biodiversità di questa ecoregione, in quanto le praterie desertiche sono in grado di ospitare una ricca comunità animale.
In generale, le popolazioni di animali selvatici che vivono sull'altopiano dell'Alashan sono più numerose e meno vulnerabili in Mongolia che in Cina. Tra i tipici rappresentanti della fauna propria dei deserti ghiaiosi figurano la gazzella gozzuta (Gazella subgutturosa), probabilmente scomparsa in Cina, e la gazzella di Przewalski (Procapra przewalskii), la cui popolazione in Cina sta diminuendo sempre più. In passato i cammelli della Battriana (Camelus ferus) si spostavano in lungo e in largo attraverso questa ecoregione, ma ora sono quasi completamente scomparsi dalla Cina, fatta eccezione per una popolazione che vive nel settore sud-orientale del deserto del Taklamakan.

## Conservazione

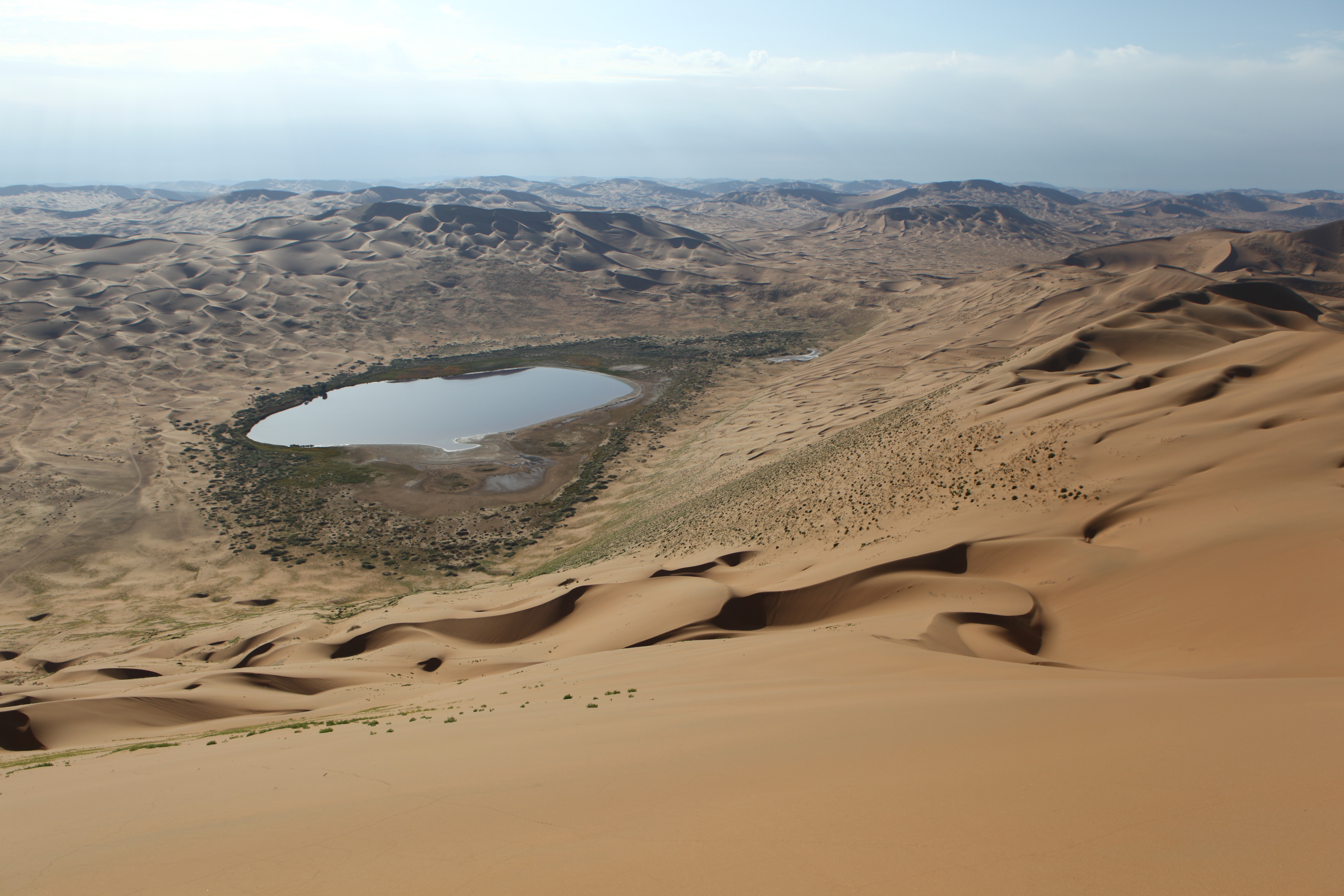
Vista panoramica dal monte Bilutu

L'area rigorosamente protetta del Grande Gobi (53.000 km²), situata nel sud della Mongolia, protegge gran parte del settore settentrionale dell'altopiano dell'Alashan. Questa vasta riserva è suddivisa in due unità, il Gobi dell'Altai meridionale (44.000 km²) e il Gobi della Zungaria (8810 km²), ma solo la prima è situata all'interno di questa ecoregione.
Nel settore cinese dell'altopiano dell'Alashan, la popolazione umana è in aumento grazie ai programmi di traslocazione tuttora in corso sovvenzionati dal governo. A questi programmi sono accompagnati vari progetti per convertire il «deserto vuoto» in terreni agricoli irrigati. Nella maggior parte dei siti ben forniti di acqua, l'agricoltura irrigua è così produttiva che rimangono solamente poche tracce della copertura vegetale originaria. Con l'aumento della popolazione, si fanno sempre più sentire gli effetti della caccia. Oggi, le popolazioni di gazzelle sono in declino, mentre i falchi vengono catturati illegalmente per essere esportati nel Medio Oriente.